# Cadlina sparsa
Cadlina sparsa är en snäckart som först beskrevs av Nils Hjalmar Odhner 1921.  Cadlina sparsa ingår i släktet Cadlina och familjen Chromodorididae. Inga underarter finns listade i Catalogue of Life.